# Armuña de Almanzora (kommunhuvudort)
Armuña de Almanzora är en kommunhuvudort i Spanien.   Den ligger i provinsen Provincia de Almería och regionen Andalusien, i den södra delen av landet, 400 km söder om huvudstaden Madrid. Armuña de Almanzora ligger 629 meter över havet och antalet invånare är 315.
Terrängen runt Armuña de Almanzora är huvudsakligen kuperad, men åt sydväst är den bergig. Armuña de Almanzora ligger nere i en dal som går i öst-västlig riktning. Runt Armuña de Almanzora är det ganska glesbefolkat, med 27 invånare per kvadratkilometer. Närmaste större samhälle är Tíjola, 2,0 km väster om Armuña de Almanzora. Omgivningarna runt Armuña de Almanzora är i huvudsak ett öppet busklandskap.